# Charles Spencer King
Charles Spencer "Spen" King (26 de marzo de 1925 - 26 de junio de 2010) fue un diseñador de automóviles británico, conocido por su trabajo para Rover en el diseño del Range Rover, el primer automóvil todoterreno de lujo del mundo. 

## Semblanza

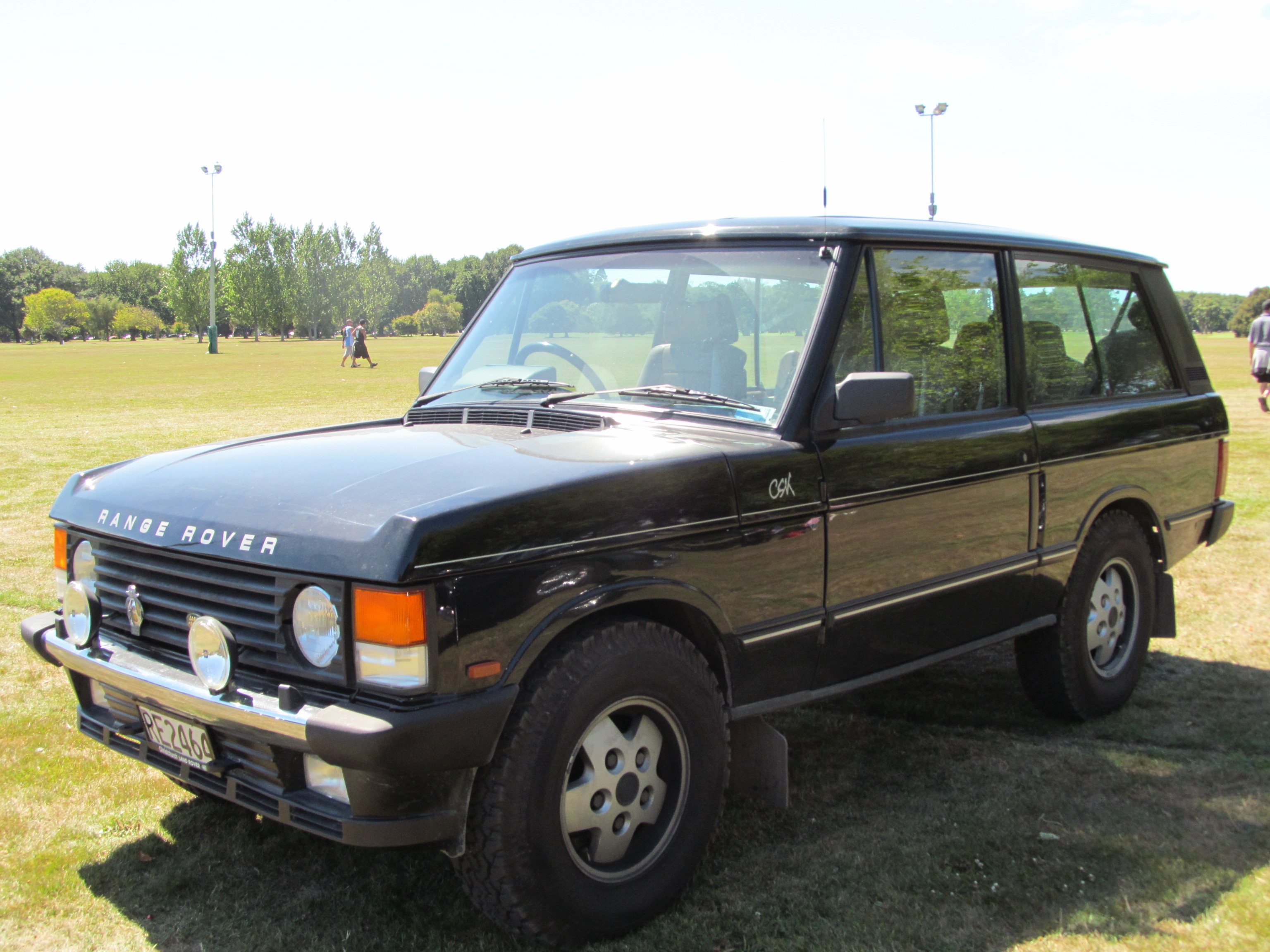
Range Rover CSK edición especial de 1991 (nombrado con las iniciales de King)

Después de dejar la escuela en 1942, ingresó como aprendiz en Rolls-Royce. Poco después, en 1945, pasó a Rover, empresa a la que pertenecían sus tíos Maurice y Spencer Wilks, y trabajó inicialmente en los prototipos experimentales JET1 y T3 propulsados por turbinas de gas. En 1959, se convirtió en ingeniero jefe de proyectos de vehículos nuevos, siendo conocido por su liderazgo en los equipos que desarrollaron el avanzado Rover P6 series, presentado como el Rover 2000 en 1963, y el enormemente exitoso Range Rover (del que una edición especial "CSK" conmemoró más adelante su participación) lanzado en junio de 1970. Además, fue responsable en 1950 del automóvil deportivo Marauder basado en un Rover y de muchos vehículos experimentales y prototipos de la firma.
Cuando Rover fue adquirida por la Leyland Motor Corporation, que posteriormente se convirtió en British Leyland (BL), pasó a dirigir los equipos responsables de los modelos Triumph TR6, Triumph Stag y Triumph TR7, así como del diseño innovador de la culata de 16 válvulas utilizada en el Triumph Dolomite Sprint. Varios otros modelos de BL Group se desarrollaron bajo su liderazgo, pero durante una época caótica para la industria automotriz británica, King se frustró con frecuencia por los compromisos de diseño causados por la falta de financiación adecuada y por la mala calidad de los vehículos, fabricados por una fuerza laboral que no cooperaba en los diversos sectores, y sobre todo por las factorías obsoletas propiedad de la empresa.
A partir de 1979, siendo presidente de BL Technology, se encargó del desarrollo de una serie de modelos experimentales ECV (vehículos de conservación de energía), caracterizados por su ligera, perfiles aerodinámicos y soluciones técnicamente avanzadas (incluido el ECV3), cuyos avances se incorporaron en productos posteriores de BL Group, como el motor Rover K, o serían adoptados por otros fabricantes.
Spen King se retiró de la empresa en 1985.
En 2004, criticó a los propietarios de todoterrenos que conducen sus vehículos en áreas urbanas, argumentando que los vehículos como el Range Rover que él creó "nunca pretendieron ser un símbolo de estatus, pero las encarnaciones posteriores de mi diseño parecen estar destinadas a ese propósito".
Spen King y su antiguo colega de Rover, Arthur Goddard, compartieron ampliamente muchas de sus opiniones sobre la industria del motor en 2010. La transcripción de su discusión se publicó en el libro "They Found Our Engineer" (Encontraron a nuestro ingeniero) en 2011.
El 28 de junio de 2010 se anunció que King había fallecido el 26 de junio después de sufrir complicaciones después de sufrir un accidente cuando montaba en bicicleta.

## Reconocimientos
- En 1978 fue nombrado Comendador de la Orden del Imperio Británico[4]

## Lecturas relacionadas
- Holloway, Hilton (1996). "End of a Range of 26 Years". The Times. 17 February.
- "Rover went radical with sensational P6". Western Daily News. 2 January 2003.
- Whisler, Timothy (1999). The British Motor Industry 1945-1994. Oxford: Oxford University Press.
- "They Found Our Engineer", Michael Bishop, AuthorHouse UK Ltd, 2011. ISBN 978-1-4567-7758-6